# Ritchey (Missouri)
Pour les articles homonymes, voir Ritchey.
Ritchey est un village du comté de Newton, dans le Missouri, aux États-Unis,. Situé à l'est du comté, il est incorporé en 1871.

## Démographie
Lors du recensement de 2010, le village comptait une population de 82 habitants. Elle est estimée, en 2016, à 83 habitants.

### Source de la traduction
- (en) Cet article est partiellement ou en totalité issu de l’article de Wikipédia en anglais intitulé « Ritchey, Missouri » (voir la liste des auteurs).